# كوزان سفلي (مقاطعة دلفان)
كوزان سفلي (بالفارسية: کوزان سفلی) هي قرية تقع في قسم كاكاوند الغربي الريفي (مقاطعة دلفان) في إيران.